# ميناميساتسوما (كاغوشيما)
مدينة ميناميساتسوما (بالإنجليزية: Minamisatsuma)‏ هي أحد المدن التابعة لمحافظة كاغوشيما. تأسست رسميًا في 15/07/1954. ويقدر عدد سكانها بـ 40386 نسمة حسب تقدير مكتب الإحصاء الياباني لعام 2012. تبلغ مساحة ميناميساتسوما 283.35 كم2. بكثافة سكانية تبلغ 143 نسمة/كم2.